# Cinnamodendron dinisii
Cinnamodendron dinisii är en tvåhjärtbladig växtart som beskrevs av Schwacke. Cinnamodendron dinisii ingår i släktet Cinnamodendron och familjen Canellaceae. Inga underarter finns listade.